# Phaonia gracilis
Phaonia gracilis este o specie de muște din genul Phaonia, familia Muscidae, descrisă de Stein în anul 1916. Conform Catalogue of Life specia Phaonia gracilis nu are subspecii cunoscute.